# María José Alvarado
María José Alvarado (ur. 19 lipca 1995 w Santa Bárbara, zm. 13 listopada 2014 w Cablotales) – honduraska modelka, zwyciężczyni konkursu miss Hondurasu (2014), uczestniczka telewizyjnego show i wielu konkursów piękności. Miała reprezentować Honduras w konkursie na Miss Świata, ale na kilka dni przed wylotem do Londynu została zamordowana.